# Ángel Cabrera

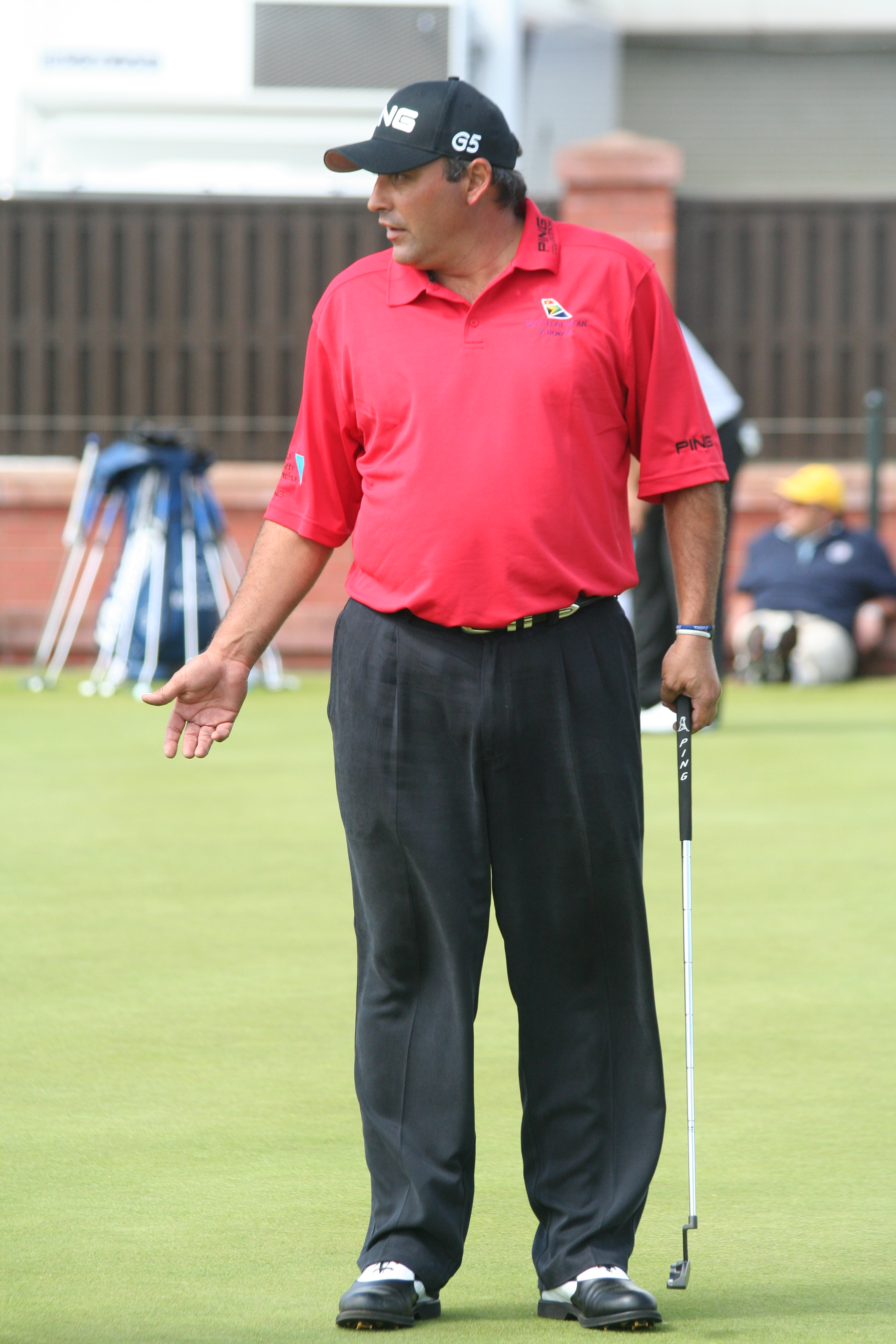
Ángel Cabrera

Ángel Cabrera, född 12 september 1969 i Villa Allende, Córdoba, är en argentinsk professionell golfspelare på PGA European Tour. I golfkretsar kallas han för El Pato (Ankan).
Cabrera arbetade som caddie på Eduardo Romeros hemmaklubb och denne blev senare också Cabreras mentor. Han blev professionell 1989 och han misslyckades med att ta sig in på Europatouren i sina tre första försök men i sitt fjärde, 1995, lyckades han och kom med på touren 1996 med Romeros finansiella hjälp. Han klarade sig kvar på touren under alla år och 1999 placerade han sig för första gången bland de tio bästa på Order of Merit. Fram till 2004 placerade han sig bland de tio bästa på OoM fem gånger.
Cabreras två första proffssegrar kom i Sydamerika 1995 och hans första seger på Europatouren kom 2001 i Argentine Open som räknades till Europatouren det året. 2005 vann han BMW Championship, den mest prestigefyllda tävlingen på Europatouren utanför majortävlingarna och World Golf Championships. Vid den tiden hade han även vunnit sju tävlingar utanför europatouren, i Sydamerika där spelstandarden är lägre. Den 18 juni 2007 vann han US Open. Den 12 april 2009 vann han sin andra major, The Masters Tournament, efter särspel över två hål mot Kenny Perry och Chad Campbell.
Ángel Cabrera har varit rankad bland de 15 bästa och var 2012 den dittills högst rankade sydamerikanske spelaren på Golfens världsranking.

## Meriter

### Majorsegrar
- 2007 US Open
- 2009 The Masters Tournament

### Segrar på Europatouren
- 2001 Open de Argentina
- 2002 Benson & Hedges International Open
- 2005 BMW Championship

### Övriga segrar
- 1995 Paraguay Open, Columbian Open
- 1996 Volvo Masters of Latin America
- 2001 Torneo de Maestros Telefonica (Argentina)
- 2002 Argentine Open, Argentine PGA Championship
- 2004 Abierto del sur de Argentina

### Lagsegrar
- Alfred Dunhill Cup (med Argentina): 1997, 1998, 2000
- World Cup of Golf (med Argentina): 1998, 1999, 2000, 2001, 2002, 2003, 2004